# Upson County
Das Upson County ist ein County im Bundesstaat Georgia der Vereinigten Staaten. Der Verwaltungssitz (County Seat) ist Thomaston.

## Geographie
Das County liegt im mittleren Westen von Georgia, ist etwa 80 Kilometer von der Grenze zu Alabama entfernt und hat eine Fläche von 849 Quadratkilometern, wovon 6 Quadratkilometer Wasseroberfläche sind, und grenzt im Uhrzeigersinn an folgende Countys: Lamar County, Monroe County, Crawford County, Taylor County, Talbot County, Meriwether County und Pike County.

## Geschichte
Upson County wurde am 15. Dezember 1824 als 59. County von Georgia aus Teilen des Crawford County und des Pike County gebildet. Benannt wurde es nach Stephen Upson, einem bekannten Juristen zu jener Zeit und Politiker.

## Demografische Daten
Laut der Volkszählung von 2010 verteilten sich die damaligen 27.153 Einwohner auf 10.716 bewohnte Haushalte, was einen Schnitt von 2,49 Personen pro Haushalt ergibt. Insgesamt bestehen 12.161 Haushalte.
68,9 % der Haushalte waren Familienhaushalte (bestehend aus verheirateten Paaren mit oder ohne Nachkommen bzw. einem Elternteil mit Nachkomme) mit einer durchschnittlichen Größe von 3,00 Personen. In 32,8 % aller Haushalte lebten Kinder unter 18 Jahren sowie in 29,1 % aller Haushalte Personen mit mindestens 65 Jahren.
26,5 % der Bevölkerung waren jünger als 20 Jahre, 23,1 % waren 20 bis 39 Jahre alt, 28,3 % waren 40 bis 59 Jahre alt und 22,1 % waren mindestens 60 Jahre alt. Das mittlere Alter betrug 40 Jahre. 48,0 % der Bevölkerung waren männlich und 52,0 % weiblich.
68,8 % der Bevölkerung bezeichneten sich als Weiße, 28,0 % als Afroamerikaner, 0,3 % als Indianer und 0,5 % als Asian Americans. 1,2 % gaben die Angehörigkeit zu einer anderen Ethnie und 1,2 % zu mehreren Ethnien an. 2,2 % der Bevölkerung bestand aus Hispanics oder Latinos.
Das durchschnittliche Jahreseinkommen pro Haushalt lag bei 35.699 USD, dabei lebten 22,9 % der Bevölkerung unter der Armutsgrenze.

## Orte im Upson County
Orte im Upson County mit Einwohnerzahlen der Volkszählung von 2010:
City:
- Thomaston (County Seat) – 9170 Einwohner

Town:
- Yatesville – 357 Einwohner

Census-designated places:
- Hannahs Mill – 3298 Einwohner
- Lincoln Park – 833 Einwohner
- Salem – 310 Einwohner
- Sunset Village – 846 Einwohner